# Sochi Autodrom
Sochi Autodrom (ros. Cочи Автодром) (dawniej: Sochi International Street Circuit lub Sochi Olympic Park Circuit – 5,872 kilometrowy tor uliczny Formuły 1 w Soczi. Jest on podobny do toru Circuit Gilles Villeneuve oraz Sydney Olympic Park Circuit, prowadzi wokół miejsca użytego podczas zimowych igrzysk olimpijskich w 2014 roku. Inauguracja została zaplanowana podczas Grand Prix Rosji w 2014 roku. W październiku 2011 roku, rosyjskie władze przekazały 195,4 milionów dolarów na budowę toru. W 2017 roku kontrakt na organizację Grand Prix został przedłożony do 2025 roku, jednak 3 marca 2022 kontrakt zerwano.

## Tor
Tor o długości 5,9 kilometrów jest trzecim co do długości torem w obecnym kalendarzu Formuły 1 (po torach: Spa-Francorchamps w Belgii oraz Silverstone w Wielkiej Brytanii). Prosta startowa znajduje się w północnej części Parku Olimpijskiego, niedaleko stacji kolejowej. Tor powstał wokół Placu Medalowego – miejsca, w którym stanęło podium. Dalej poprowadzi w stronę Lodowiska do hokeja, a następnie do serii ciasnych zakrętów przed tym, jak dotrze do rogu całego parku i skręci na północ nad główną Wioską Olimpijską. Następnie poprowadzi obok lodowiska łyżwiarskiego i tego do curlingu. Na sam koniec tor wspina się w stronę stacji kolejowej i prostej startowej. 1,7 kilometra toru jest poprowadzone przez publiczne drogi.

## ZwycięzcyGrand Prix Rosji Formuły 1na torze Sochi Autodrom
| Sezon | Kierowca        | Zespół   |        |
| ----- | --------------- | -------- | ------ |
| 2014  | Lewis Hamilton  | Mercedes | Wyniki |
| 2015  | Lewis Hamilton  | Mercedes | Wyniki |
| 2016  | Nico Rosberg    | Mercedes | Wyniki |
| 2017  | Valtteri Bottas | Mercedes | Wyniki |
| 2018  | Lewis Hamilton  | Mercedes | Wyniki |
| 2019  | Lewis Hamilton  | Mercedes | Wyniki |
| 2020  | Valtteri Bottas | Mercedes | Wyniki |
| 2021  | Lewis Hamilton  | Mercedes | Wyniki |

Liczba zwycięstw (kierowcy):
- 5 - Lewis Hamilton
- 2 - Valtteri Bottas
- 1 - Nico Rosberg

Liczba zwycięstw (producenci nadwozi):
- 8 - Mercedes

Liczba zwycięstw (producenci silników):
- 8 - Mercedes